# پهنای باند

محدوده بسامدی که یک موج می‌تواند با کمترین تضعیف منتشر شود به پهنای باند (bandwidth) معروف است. پهنای باند و میزان تأخیر پهنای باند از جمله واژه‌های متداول در دنیای شبکه‌های کامپیوتری است که به میزان انتقال داده توسط یک اتصال شبکه یا یک رابط، اشاره می‌کند. این واژه از رشته مهندسی برق اقتباس شده‌است. در این شاخه از علوم، پهنای باند نشان دهنده مجموع فاصله یا محدوده بین بالاترین و پائین‌ترین سیگنال بر روی کانال‌های مخابراتی باند است؛ که به منظور سنجش اندازه پهنای باند سیگنال از واحد هرتز استفاده می‌شود.
پهنای باند تنها عامل تعیین‌کننده سرعت یک شبکه از زاویه کاربران نبوده و یکی دیگر از عناصر تأثیرگذار، «میزان تأخیر» در یک شبکه‌است که می‌تواند برنامه‌های متعددی را که بر شبکه اجراء می‌گردند، تحت تأثیر قرار دهد.
پهنای باند، ترجمه لغت به لغت اصطلاح بَندوِیت است. در بعضی جاها این اصطلاح را «عرض‌باند» هم ترجمه کرده‌اند. اگر بخواهیم درک خوبی از معنای این اصطلاح داشته باشیم بد نیست به این مثال توجه کنید. اتوبانی را در نظر بگیرید، معمولاً هر اتوبان یا بزرگراه دارای چند خط (Line) یا باند (Band) است که ظرفیت این بزرگراه را معین می‌کند؛ مثلاً اگر بزرگراهی دارای ۲ خط باشد طبیعتاً به‌طور هم‌زمان و از یک نقطه از بزرگراه فقط ۲ عدد ماشین امکان عبور دارند و اگر بزرگراهی دارای ۴ خط یا باند باشد به‌طور هم‌زمان ۴ ماشین امکان عبور از کنار هم را دارند. خوب حالا کافی است در این مثال به جای ماشین، بیت(Bit) و به جای بزرگراه یا اتوبان، سیم یا فیبر نوری که در واقع محیط انتقال اطلاعات هستند، بگذارید.
مثال دیگری که می‌تواند به درک بهتر شما از این موضوع کمک کند، لوله‌های انتقال آب است. هر چقدر قطر لوله آب بزرگ‌تر باشد، امکان انتقال آب بیشتری از یک نقطه به نقطه دیگر وجود دارد. درست مثل پهنای باند، هر چه پهنای باند بیشتری وجود داشته باشد، امکان انتقال اطلاعات بیشتری را از یک نقطه به نقطه دیگر داریم. در واقع پهنای باند یا عرض باند به شما می‌گوید به‌طور هم‌زمان چند بیت می‌تواند از کنار هم رد شوند یا در طول محیط ارتباطی شما با شبکه جابه‌جا شوند. اگر خودتان هم فکر کنید شاید بتوانید مثال‌های بیشتر و بهتری برای درک بهتر موضوع متصور شوید. تنها نکته‌ای که ذکر آن لازم به نظر می‌رسد تفاوت اصلی در مثال‌های ذکر شده با پهنای باند است. در مثال‌های بالا هر چه تعداد خطوط یا پهنای اتوبان بیشتر باشد، تعداد ماشین بیشتری می‌توانند به‌طور هم‌زمان از کنار هم عبور کنند. همچنین هر چقدر قطر لوله‌های انتقال آب بیشتر باشد، حجم بیشتری از آب می‌تواند در هر لحظه منتقل شود. اما در وسایل مخابراتی و ارتباطی، صحبت از عرض یا پهنای فیزیکی نیست. به عبارت دیگر برای انتقال اطلاعات بیشتر در یک واحد زمان (مثلاً یک ثانیه) نیازی به پهن‌تر کردن یا عریض‌تر کردن محیط انتقال داده (مثلاً سیم یا فیبرنوری) نیست. در واقع در محیط‌های مخابراتی این مودم‌ها هستند که وظیفه رد و بدل کردن اطلاعات را به عهده دارند. به عبارت دیگر، هر چه توانایی مودم شما بیشتر باشد، می‌تواند حجم بیشتری از اطلاعات را بر روی محیط انتقال جابه‌جا کند.
پهنای باند دریافتی کاربر می‌تواند با توجه به امکانات شبکه متغیر باشد.
در وسایل مخابراتی، هم توانایی مودم‌ها و هم توانایی محیط‌های انتقال داده‌ها (کابل‌های مخابراتی) در سرعت انتقال داده‌ها تأثیرگذار هستند. به عبارت دیگر اگر گاهی با یک مودم مشخص مثلاً یک مودم 56k، یکبار با سرعت 52k به اینترنت وصل می‌شویم و بار دیگر با سرعت 49k، این مسئله برمی گردد به توانایی محیط انتقال داده‌ها.
آخرین نکته ضروری در این زمینه، واحد انتقال اطلاعات و ضرایب آن است. واحد انتقال اطلاعات بیت بر ثانیه است. در محیط تئوریک، هر میزان پهنای باند را می‌توان متصور شد. از یک بیت در ثانیه(bps 1) تا میلیون‌ها بیت بر ثانیه(Mbps) یا بیشتر. اما در محیط عملی معمولاً با محدودیت‌هایی روبرو هستیم؛ مثلاً نمی‌توان از یک شرکت ارائه دهنده خدمات پهنای باند (نظیر شرکت مخابرات ایران) درخواست پهنای باندی به میزان 913 Kbps کرد. کوچک‌ترین واحد رایج پهنای باند 64K است و معمولاً شرکت‌های مخابراتی جدولی را ارائه می‌دهند که نشان دهنده پهنای باندهایی است که امکان ارائه آن را دارند.